# Woodstower
Le Festival Woodstower est un festival de musique et de théâtre de rue qui se déroule en plein air au Grand parc de Miribel-Jonage en France.

## Présentation
Issu d'une soirée entre amis organisée en 1996, le festival Woodstower existe depuis 1998 et a lieu chaque année le dernier week-end d'août. De 1997 à 2003, le festival s'est déroulé à la Tour de Salvagny. Depuis 2005, le festival a lieu dans Grand parc de Miribel-Jonage situé à 20 min de Lyon.

## Historique

### 2009
La programmation (non exhaustive) était la suivante :
- en musique : Aphte Punk, Max Tundra, Hindi Zahra, Herman Düne, André Duracell, Tricky, Peaches, Zombie Zombie ;
- en théâtre de rue : Mouvement alerte, Les sœurs Goudron, Micro Focus, Les Kalderas, Cie 4 quarti, Clown Lee, Cie Portez-vous bien ! Woodstower, en piste ! (avec Le Crieur public, Dadi et Charlie, Les Krapos).

### 2010
En musique, les têtes d'affiches étaient : Pete Doherty, Olivia Ruiz, Arno, Luke et Jeanne Cherhal. Lors de cette édition, près de 18 000 personnes avaient assisté au festival.

### 2011
L'édition 2011 s'est déroulée du 2 septembre 2011 au 4 septembre 2011 compris. 

### 2012
L'édition 2012 a eu lieu  du 25 août 2012 au 26 août 2012 compris. Les têtes d'affiches étaient Joey Starr, Birdy Nam Nam, The Stranglers, Alpha Blondy et Kavinsky. Durant cette édition, 15 000 personnes ont assisté au festival.

### 2013
L'édition 2013 s'est déroulée du 24 août 2013 au 25 août 2013 compris. Les têtes d'affiches étaient 2 Many Dj's, NOFX et Eels.

### 2014
L'édition 2014 a eu lieu du 23 août 2014 au 24 août 2014 compris. Les têtes d'affiches étaient  Casseurs Flowters, Biga*Ranx, Dirtyphonics et Odezenne

### 2015
Les 29 et 30 août 2015. La programmation (non exhaustive) était la suivante : Mr Oizo, The Shoes, Jeanne Added, Chiche Capon...

### 2016
Les 27 et 28 août 2016. La programmation (non exhaustive) était la suivante : Digitalism, John Talabot, Jacques, Vald, L'Impératrice, Voilaa Sound System, Les Frères Jacquard... Près de 15 000 personnes ont été accueillies.

### 2017
Du 25 au 27 août 2017, le festival Woodstower, se déroulait désormais durant 3 jours dont 2 soirées. 4 scènes sont installées pour des prestations de 40 artistes. La programmation (non exhaustive) est la suivante : The Blaze, Todd Terje, Mome, Demi Portion, Columbine, Lorenzo, Arnaud Rebotini, Deen Burbigo, Seth Gueko, The Driver (Manu le Malin), Romare... Le festival réuni entre 22 000 festivaliers à cette occasion.

### 2018
En 2018, le Festival célébrait ses 20 ans d'existence et accueillait pour l'occasion le groupe mythique du rap français : Suprême NTM pour un concert spécial 20 ans. Durant 4 jours, le festival accueillait 33 000 personnes, un record dans l'histoire du festival. A leurs côtés, d'autres artistes tels que Petit Biscuit, Boys Noize, Boris Brejcha, Disiz La Peste, Naâman... En 2017, Woodstower installe une tyrolienne géante avec vue sur le lac.

### 2019
La 21éme édition a eu lieu durant 4 jours pour un dernier week-end d'été du jeudi 29 août au dimanche 1er septembre 2019. Accueillant : Nekfeu, Etienne De Crécy, Synapson, Panda Dub, Caballero & Jeanjass, N'to, Youssoupha, Amadou et Mariam... Plus de 60 artistes, une dizaine de compagnies d'art de rue, des animations... le festival accueille plus de 34 000 festivaliers, un record de fréquentation qui installe le festival dans le Top 3 des festivals de musique à Lyon.